# Ricardo Monreal Ávila
Ricardo Monreal Ávila (Fresnillo, Zacatecas; 19 de septiembre de 1960) es un académico, abogado y político mexicano, miembro del partido Morena.
Entre 1998 y 2004 fue gobernador del estado de Zacatecas.Se desempeñó como senador de 2006-2012, desde donde coordinó la campaña presidencial de Andrés Manuel López Obrador en 2012.Fue jefe de la delegación Cuauhtémoc de la Ciudad de México de 2015 a 2017. Entre 2018 y 2024 se desempeñó como senador de la República por Lista Nacional y fungió como presidente de la Junta de Coordinación Política del Senado y coordinador de su grupo parlamentario.

## Biografía
Nació el 19 de septiembre de 1960 en Plateros, Zacatecas, en el seno de una familia de catorce hijos. Sus padres fueron Felipe Monreal Huerta y Catalina Ávila Alvarado.
Estudió Derecho en la Universidad Autónoma de Zacatecas y luego cursó estudios de maestría y doctorado en Derecho Constitucional y Administrativo en la Universidad Nacional Autónoma de México.
Como profesor universitario, ha impartido las materias de Derecho Agrario, Derecho Administrativo, Derecho Mercantil, Derecho Electoral y Derecho Municipal en la Universidad Autónoma de México, en la Universidad del Valle de México y en la Universidad de Zacatecas.

## Trayectoria política
En 1975 comienza su trayectoria política militando en las filas del Partido Revolucionario Institucional (PRI), allí ocupó varios cargos: fue coordinador nacional de la Defensa Jurídica del Voto en la Secretaría de elecciones de la dirigencia nacional; presidió el Comité Directivo Estatal de Zacatecas y, posteriormente, fue secretario de Acción Política de la Confederación Nacional Campesina. En este periodo de militancia participó en el Congreso de la Unión, fue diputado federal dos veces (1988-1991 y 1997-1998) y llegó al puesto de senador (1991-1997).

### Gobernador del estado de Zacatecas
En 1998, Monreal Ávila abandona al PRI para unirse a las filas del PRD y contender, ese mismo año, a la gobernación del estado de Zacatecas.
Durante esta campaña electoral, Monreal se inicia como sujeto político extraterritorial y gana adeptos entre la clase política zacatecana radicada en los Estados Unidos, hecho que lo impele a promover el voto de los mexicanos en el extranjero y la protección de los derechos laborales de los mexicanos migrantes. En 2004 crea la Comisión de Atención a Migrantes. Monreal Ávila gana las elecciones y ocupó el cargo de gobernador hasta 2004.
En 1999, un año después de su elección, la revista TIME y la cadena de televisión CNN en Español lo consideraron entre los 50 líderes latinoamericanos que habrían de destacar en el inicio del tercer milenio.
Como gobernador impulsó varias políticas sociales, económicas y culturales a través de la creación de programas y promulgación de leyes, tales como la Ley del Instituto de la Juventud del Estado de Zacatecas, promulgada el 11 de enero de 2003 a través de la LVII Legislatura Zacatecas, con la intención de incorporar a la juventud a la vida activa de la región. También, el 29 de junio de 2004, con el propósito de impulsar políticas que tratasen sobre el hecho público, tanto en lo laboral, como en el desarrollo social y la resolución de problemas de pobreza, el gobierno de Monreal Ávila crea la Ley de Desarrollo Social para el Estado de Zacatecas que además versa sobre el cuidado de la salud, la educación, la alimentación y la vivienda, y propone la integración de los sectores públicos y privados.

### Diputado federal
Fue diputado federal en tres periodos: de 1988 a 1991 y de 1997 a 1998 por el Partido Revolucionario Institucional (PRI), y entre 2012 y 2015 por Movimiento Ciudadano y por el Movimiento Regeneración Nacional (Morena).
En 1998, durante su última fase como diputado por el Partido Revolucionario Institucional (PRI) y ante el rechazo del partido de su registro como precandidato a la gobernación de Zacatecas, Monreal decide abandonar al PRI y formar una alianza con el PRD.
Como diputado, Monreal diseñó iniciativas sobre temas de corte económico y social, en atención a grupos vulnerables, igualdad de género, educación, trabajo y previsión social, energía, justicia,  derechos de la salud y de la niñez. También continuó con su trabajo en la política de los derechos de los mexicanos migrantes, lo que resultó en reformas a los artículos 47 de la Ley General de Educación y 18 de la Ley de Migración.

### Senador
Cumplió labores como senador en tres periodos, de 1991 a 1997 por el Partido Revolucionario Institucional (PRI), de 2006 a 2012 por el Partido del Trabajo (PT) y de 2018 a 2024 por Morena.
Siendo senador, desde el Congreso de la Unión, fue designado Vicecoordinador de la Fracción parlamentaria del PRD. Luego, en 2008, tras su salida del PRD fue nombrado Coordinador del Grupo Parlamentario del PT. En ese periodo fue autor de varias iniciativas y proyectos legislativos de varios órdenes, como la creación del proyecto de Ley de la Comisión de la Verdad y la Reconciliación. A su vez, dio continuidad a su trabajo como diputado en las materias sociales y políticas.
En 2018 fue electo senador por la vía plurinominal. En ese periodo se desempeñó en el cargo de Coordinador de la Bancada Morenista en el Senado.

### Elecciones federales de 2012
Para la elección federal del 2012, fue designado coordinador general de la campaña presidencial por la Coalición Movimiento Progresista, cuyo candidato fue Andrés Manuel López Obrador.
Una vez concluida la jornada electoral y habiéndose conocido sus resultados, Monreal Ávila denunció que hubo violación del derecho a votar libremente y que el proceso electoral en México no obedeció los principios de legalidad, imparcialidad, objetividad, certeza y profesionalismo en materia electoral, y que no fue una contienda equitativa debido al gasto excesivo en la campaña del expresidente Enrique Peña Nieto.

### Jefatura Delegacional de la Cuauhtémoc
Tras ser postulado a jefe de la delegación Cuauhtémoc  por el Movimiento Regeneración Nacional (Morena), Monreal Ávila se alzó con la victoria electoral, asumiendo el cargo ante la Asamblea Legislativa del Distrito Federal el 1 de octubre de 2015.
Según lo estipulado en el Programa de Desarrollo Delegacional dirigido por Monreal Ávila:
El Programa de Desarrollo Delegacional en Cuauhtémoc 2013-2015 está estructurado en seis ejes estratégicos orientados por una política pública que promueve las condiciones necesarias para el pleno ejercicio de los derechos sociales fundamentales, a partir de la inclusión social, la igualdad y la equidad social.
Bajo su administración, la delegación Cuauhtémoc obtuvo el reconocimiento por ser la mejor administración delegacional con un sentido humanista y cercano a la población de la Ciudad de México, otorgado por la Asociación de Empresarios y Ciudades Hermanas en abril de 2017.
En diciembre de 2017, Ricardo Monreal Ávila presenta licencia definitiva al cargo de jefe delegacional. Aseguró que todas las obras aprobadas durante su gestión se concluirán y que se dedicará a apoyar el proyecto de nación de Andrés Manuel López Obrador.

### Carrera para la Coordinación de los Comités de Defensa de la Cuarta Transformación
El 16 de junio de 2023, y tras haberse separado de su puesto como Senador de la República, Monreal confirmó su registro como aspirante a Coordinador de los Comités de Defensa de la Cuarta Transformación. Con esto, buscó ser el eventual candidato de MORENA a la Presidencia de la República.
Sin embargo, tras las diez semanas del proceso, su resultado promedio en las cinco encuestas realizadas fue de apenas 5.9% de las preferencias, siendo el aspirante con menor votación obtenida de los seis.
El 27 de agosto fue nombrado como Coordinador de la bancada de MORENA en la Cámara de Diputados.

### Incidente del helicóptero
El 12 de noviembre de 2024, se difundió un video donde se observa a Ricardo Monreal subirse a un helicóptero junto con Pedro Haces, coordinador de Operación Política de Morena en la Cámara de Diputados. Respondiendo que lo hace con frecuencia, lo cual suscitó críticas hasta de Claudia Sheinbaum. El diputado Monreal se disculpó después por el suceso.

## Libros publicados
- — (2019). Reforma al sistema financiero mexicano: una visión de futuro. Porrúa.
- — (2019). China. País en ebullición.
- — (2019). El acceso de las mujeres a la justicia. Porrúa.
- — (2018). Desafíos. El Senado en la Cuarta Transformación. D3 Ediciones.
- — (2018). Nulidades y procedimientos sancionadores en materia electoral. D3 Ediciones.
- — (2017). Una visión metropolitana. Proyecto 2.5. Procesos.
- — (2017). La caridad y la filantropía, negocio millonario. D3 Ediciones.
- — (2017). La economía del delito. Createspace Independent Publishing Platform.
- — (2015). Rescatemos Cuauhtémoc.
- — (2015). Errar es humano, rectificar es política.
- — (2014). Reformas estructurales. Mitos y realidades. Porrúa.
- — (2014). A 100 años de la toma de Zacatecas 1914-2014. D3 Ediciones.
- — (2013). La larga travesía.
- — (2013). Escuadrones de la muerte en México.
- — (2010). Bi-Centenario, el festejo. Nada que festejar.
- — (2006). El fraude que no se vió. Crónicas de una soberanía usurpada.
- — (2005). Bernalejo de la Sierra: crónica de un despojo.
- — (2004). Origen, evolución y perspectiva del federalismo mexicano. Porrúa.